# Can Móra de Dalt
|  | Aquest article tracta sobre Can Móra de Dalt de Sant Vicenç de Montalt. Vegeu-ne altres significats a « Can Móra (desambiguació)». |

Can Móra de Dalt és una antiga masia adaptada com hotel de Sant Vicenç de Montalt (Maresme) inclosa a l'Inventari del Patrimoni Arquitectònic de Catalunya.

## Descripció
Edifici de planta baixa i dos pisos. El cos central està cobert a dues aigües perpendiculars a la façana. El cos lateral té una sola vessant. A la dreta s'aixeca un cos en forma de torre quadrada. És interessant la pallissa amb arcades neoclàssiques junt a l'arc d'entrada.
Obertures de pedra. La porta d'entrada és allindada igual que els balcons del primer pis i les finestres.
Hi ha un pati que queda clos per un edifici de baixos i pis, en el mur de tanca, per dos barris d'entrada situats als extrems de la façana. Portal d'arc rebaixat. El conjunt de l'edifici té cinc cossos: els tres principals són els que pertanyen a la masia, el de l'esquerra és una dependència de treball i l'altre és una capella.

## Història
L'hereu d'aquesta masia es casà amb la pubilla de Can Boeti, actualment la casa pairal s'anomena "Can Mora". La família Boet, de Can Mora de Baix, té l'escut, amb un petit bou, a la llinda de la finestra de la planta baixa. La casa, per la seva arquitectura, es podria datar al segle xviii. A la llinda del portal de la dreta, que pertany a la capella, hi ha gravat l'any 1725.
Hi ha, però, proves documentals en possessió dels propietaris, que demostren que la masia existia ja al segle xv.